# Providence Reds
Die Providence Reds (später Rhode Island Reds) waren ein US-amerikanisches Eishockeyfranchise der American Hockey League aus Providence, Rhode Island. Die Spielstätten der Reds waren das Rhode Island Auditorium und das Providence Civic Center. Namensgeber des Franchise war der Rhode Island Red, ein in der Region gezüchtetes Haushuhn.

## Geschichte
Die Providence Reds, die 1926 gegründet wurden, waren im selben Jahr Gründungsmitglied der Canadian-American Hockey League, in der sie die folgenden zehn Jahre bis zu ihrer Auflösung aktiv waren. Anschließend wurde Providence zunächst 1936 in die neu geschaffene International-American Hockey League aufgenommen und 1940 schließlich in die American Hockey League, in der das Team bis zu seiner Auflösung spielte.
Das Franchise gewann insgesamt vier Mal den prestigeträchtigen Calder Cup. Zunächst 1938 gegen die Syracuse Stars, 1940 gegen die Pittsburgh Hornets, 1949 gegen die Hershey Bears und schließlich 1956 gegen die Cleveland Barons. Zudem stand das Team 1952, 1971 und 1974 jeweils im Finale.
In der Saison 1976/77 wurde der Teamname in Rhode Island Reds geändert, den die Mannschaft jedoch nur eine Spielzeit lang trug, da das Team nach der Saison von den Broome Dusters aus der North American Hockey League, die 1977 aufgelöst wurde, erworben und nach Binghamton, New York umgesiedelt wurde, wo es als Binghamton Dusters in der AHL spielte.

### Karriererekorde
Spiele: 650  Zellio Toppazzini
Tore: 279  Zellio Toppazzini
Assists: 448  Zellio Toppazzini
Punkte: 727  Zellio Toppazzini
Strafminuten: 705  Jim Bartlett